# Билет на поезд (фильм)
«Билет на поезд» (англ. Tickets) — совместный итало-британский художественный фильм, снятый режиссёрами Аббасом Киаростами, Эрманно Ольми и Кеном Лоучем в 2005 году.

## Сюжет
Авторы фильма взялись показать несколько эпизодов из жизни пассажиров поезда, переполненного из-за отмены полётов в местном аэропорту. Пожилой профессор, консультировавший фармацевтическую компанию, неожиданно для себя влюбляется в сопровождавшую его на вокзале в Инсбруке сотрудницу фирмы. Юноша, вынужденный сопровождать по долгу службы капризную генеральскую вдову, бросает её на половине пути, не в силах вынести унизительные придирки взбалмошной дамы. Трое болельщиков Селтика отдают свой проездной билет семье албанских беженцев, несмотря на реальную перспективу по прибытии на станцию вместо желанного матча попасть в полицейский участок.

## В ролях
| Актёр                 | Роль           |
| --------------------- | -------------- |
| Карло Делле Пьяне     | профессор      |
| Валерия Бруни-Тедески | Сабина         |
| Сильвана де Сантис    | вдова генерала |
| Филиппо Трояно        | Филиппо        |
| Мартин Компстон       | Джеймси        |
| Гари Мейтленд         | болельщик      |
| Уильям Руэн           | Фрэнк          |
| Блерта Кахани         | беженка        |
| Клажди Корай          | брат беженки   |

## Награды и номинации
- 2006 — Награда Национального синдиката итальянских журналистов
  - Номинация на Лучшую женскую роль второго плана (Сильвана де Сантис)